# WJR (Radiostation)
WJR ist eine US-Radiostation in Detroit, Michigan. Die Station sendet ein News-/Talk-Format und gehört zur „Cumulus Media“-Gruppe. Die Studios befinden sich im Fisher Building im New Center von Detroit, wohingegen sich die Sender flussabwärts in Riverview befinden.
WJR ist einer der ältesten Sender in den USA und sendet seit 1922. Als sogenannte „Class A Clear Channel Station“ ist sie weitgehend exklusiv auf ihrer Frequenz mit 50 kW. Die Station ist nachts im gesamten Osten der USA zu hören.
WJR ist der Heimatsender des Morgenmoderators Paul W. Smith und von Mitch Albom, zugleich Kolumnist bei der Detroit Free Press. Exclusiv überträgt WJR Sport-Veranstaltungen der Michigan State University Athletics.

## Geschichte

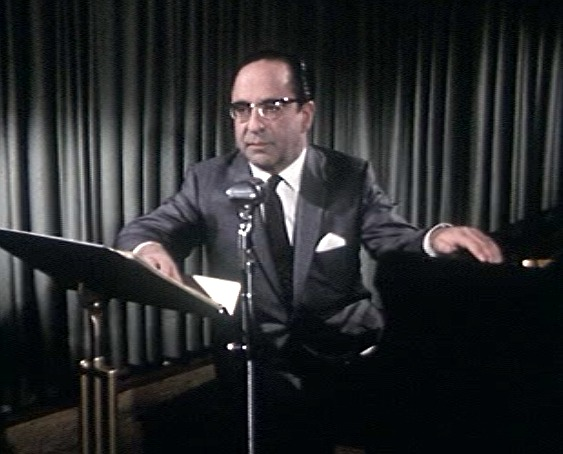
Der WJR-Moderator Karl Haas in einem Promotionfilm um 1966

Der Sender ging aus einer Rivalität zweier Zeitungsverlage in den 1920ern hervor. Die Detroit News gründete 1920 die Station WWJ, woraufhin E. D. Stair, der Herausgeber der konkurrierenden Detroit Free Press unter Zugzwang kam. Am 22. Mai 1922 ging auf 580 kHz WJR auf Sendung. Aus dem 9. Stock des neuen Free Press Buildings und mit dem Rufzeichen WCX sendete “The Call of the Motor City.”
Im August 1925 kaufte Pontiac’s Jewett Radio and Phonographic Company den Sender und änderte den Namen in WCX/WJR. Im gleichen Jahr wechselte man auf 850 kHz und sendete mit 5 kW.
1964 wurde WJR an die Capital Cities Broadcasting Corporation verkauft und der Sender verwendete ab sofort den bis heute genutzten Slogan „The Great Voice of the Great Lakes“. Im gleichen Jahr erwarb WJR die Rechte an den Sportübertragungen der Detroit Tigers. Selbst nachdem die Station keine Rechte mehr hielt, assoziierten viele Hörer WJR mit dem Sportmoderator Ernie Harwell und den Detroit Tigers.
WWJ entwickelte sich in den 1990er Jahren zur bedeutendsten AM-News Station im südwestlichen Michigan. Bis 2006 wurden alle Musiksendungen aus dem Programm genommen und seitdem immer mehr konservative Syndikat-Programme mit den Host Rush Limbaugh, Sean Hannity, Mark Levin und Adam Bold ins Programm genommen.
Heute zählt WJR wie KEX Portland, WABC New York, KOA Denver und WLS Chicago zu den einflussreichen Clear Channel Stationen mit enormen Reichweiten, welche alle ein konservatives Talkprogramm übertragen. Diese meist sehr traditionsreichen Stationen gehören sämtlich dem Branchenführer iHeartMedia und beziehen ein Großteil ihrer Programme von dessen Premiere Networks.